# افسانه زو
افسانه زو (به انگلیسی: The Legend of Zu) همچنین به عنوان جنگجویان زو (به زبان انگلیسی: Zu Warriors) نیز شناخته می‌شود، نام یک فیلم سینمایی هنگ کنگی محصول سال ۲۰۰۱ به کارگردانی تسوی هارک است.

## بازیگران
- اکین چنگ
- سیسیلیا چئونگ
- لوئی کو
- پاتریک تام
- کلی لین[۳]
- وو جینگ
- سامو هونگ
- جانگ زئی